# HD 45557
HD 45557，又名CP-60 608，SAO 249535、HR 2345，是一颗恒星，视星等为5.8，位于銀經269.52，銀緯-26.63，其B1900.0坐标为赤經6h 22m 59.5s，赤緯-60° -26.63′ 30″。